# Instituto Europeo de Normas de Telecomunicaciones

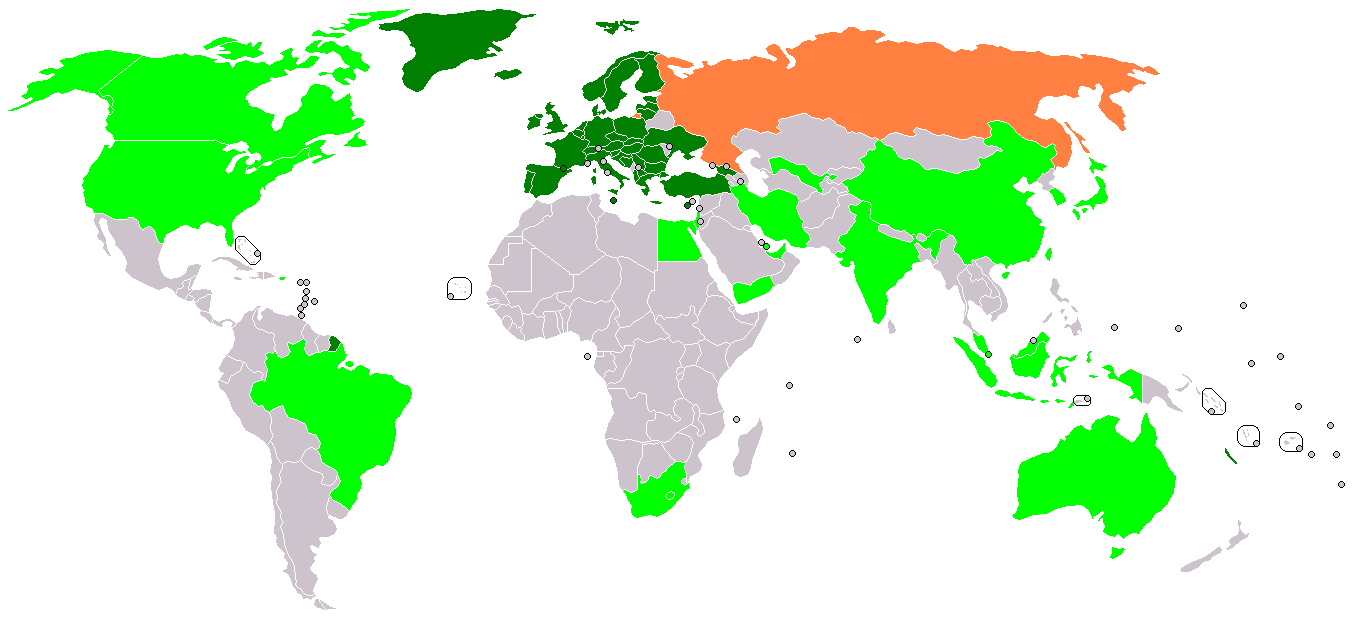
Mapa mundial de miembros del ETSI
Miembros plenos
Miembros asociados
Observadores

El Instituto Europeo de Normas de Telecomunicaciones (European Telecommunications Standards Institute; [ETSI]) es una organización de normalización independiente, sin fines de lucro de la industria europea de las telecomunicaciones (fabricantes de equipos y operadores de redes), con proyección mundial. El ETSI ha tenido gran éxito al estandarizar el sistema de telefonía móvil GSM, el sistema de radio móvil profesional TETRA y fijando requerimientos para Dispositivos de Corto Alcance, incluyendo la radio LPD.
Organismos de normalización significativos, dependientes del ETSI son 3GPP (para redes UMTS), TISPAN (para redes fijas y convergencia con Internet) y M2M (para comunicaciones de máquina a máquina). El ETSI inspiró la creación del consorcio 3GPP del cual forma parte.
ETSI fue creado por la CEPT en 1988 y es reconocido oficialmente por la Comisión Europea y la Secretaría de la Asociación Europea de Libre Comercio (AELC). Con sede en el parque científico de Sophia Antípolis de Francia, ETSI es oficialmente responsable de la normalización de las Tecnologías de la información y la comunicación (TICs) dentro de Europa. Estas tecnologías incluyen telecomunicaciones, la radiodifusión y áreas relacionadas, como transporte inteligente y la electrónica médica. ETSI tiene 755 miembros procedentes de diversos países y provincias dentro y fuera de Europa, e incluyen fabricantes, operadores de redes, administraciones, proveedores de servicios, organismos de investigación y organizaciones de usuarios.
En el año 2010, el presupuesto del ETSI excedió los 22 millones de euros, con aportes provenientes de los miembros, las actividades comerciales tales como la venta de documentos, hospedaje de foros y pruebas de conexión, contratos de trabajo y la financiación de socios. Cerca del 40% se destina a gastos de funcionamiento y el 60% restante hacia los programas de trabajo que incluyen centros de competencia y proyectos especiales.

## Afiliación
Miembros titulares actuales de la ETSI son los Estados miembros de la UE, Albania, Alemania, Andorra, Islandia, Noruega, Suiza, Bosnia y Herzegovina, Serbia, Macedonia, Ucrania, Turquía y Georgia. Los miembros asociados actuales son Australia, Canadá, Estados Unidos, Brasil, Sudáfrica, Lesoto, Egipto, Israel, Yemen, Catar, Emiratos Árabes Unidos, Irán, Uzbekistán, República Popular de China (junto con afiliaciones separadas para sus regiones administrativas especiales como Hong Kong y Macao), India, Corea del Sur, Japón, Taiwán, Malasia, Singapur e Indonesia. 23 organizaciones figuran como miembros observadores.

## Estándares emitidos por el ETSI
El ETSI produce diversos documentos con distintos propósitos. Generalmente se les conoce como estándares, cada uno de los cuales requiere de un diferente proceso de aprobación.
- Norma Europea, serie de telecomunicaciones (EN): Se utiliza cuando el documento está destinado a satisfacer las necesidades específicas de Europa y requiere transposición a normas nacionales o cuando se requiere la elaboración del documento borrador por mandato de la Comunidad Europea/AELC.
- Estándar ETSI (ES): Documento que contiene los requisitos normativos y es necesario presentarlo a todos los miembros de ETSI para su aprobación.
- Guía ETSI (EG): Contiene orientaciones sobre el manejo de las actividades de normalización técnica, el cual se presentará a todos los miembros de ETSI para su aprobación.
- Informe Especial (SR): Es un documento que se utiliza para diversos fines, entre ellos, dar acceso público a la información que no se produce dentro de un comité técnico. Esta sigla también se usa para los documentos "virtuales", por ejemplo, documentos que se generan de forma dinámica por una consulta a una base de datos a través de la web. El documento SR es publicado por el comité técnico en el que se haya producido.
- Especificación Técnica ETSI (TS): Es un documento que contiene los requisitos normativos y cuando el corto tiempo de lanzamiento al mercado, la validación y el mantenimiento son esenciales. Es aprobado por el comité técnico que lo redactó.
- Informe técnico del ETSI (TR): Contiene principalmente elementos informativos que es aprobado por el comité técnico que lo redactó.
- Especificación de Grupo ETSI (GS): Utilizado por los Grupos de Especificación Industrial de acuerdo a los procedimientos de toma de decisiones definidas por los Términos de Referencia del grupo. Este tipo de documento es aprobado y adoptado por el Grupo de Especificación Industrial del ETSI que lo redactó.
- Estándares Armonizados: Son ENs que tienen una condición especial, ya que son producidos por mandato de la Comunidad Europea y proporcionan detalles técnicos para lograr los requerimientos esenciales de una directiva emitida por dicha Comunidad.
- Especificaciones comunitarias: Son documentos destinados a la aviación civil y se producen en respuesta a mandatos de la Comunidad Europea en cooperación con EUROCAE (Siglas de European Organization for Civil Aviation Equipment, Organización Europea de Equipos de Aviación Civil). Un documento se convierte en Especificación comunitaria al ser publicado en la publicación oficial de la Comunidad Europea.

## Tipos de miembros
- Miembros Plenos: encargados de los estatutos y normas de procedimiento del ETSI. Establecidos en el área geográfica de Europa (definida por el CEPT).
- Miembros Asociados: comprometidos a trabajar para el ETSI, pero sin presencia en el área geográfica de Europa definida por el CEPT.
- Observadores: autorizados a ser miembros plenos, pero que no desean participar en el trabajo técnico.
- Consejeros: representantes de la Comisión Europea o del Secretariado de la Asociación Europea de Libre Comercio.